# Соня (приток Кончи)
Соня — река в России, протекает по Даниловскому району Ярославской области; правый приток реки Конча.
Сельские населённые пункты около реки: Павловское, Малое Марьино, Займа, Воронино, Заворотково.